# Ammannia gracilis
Ammannia gracilis är en fackelblomsväxtart som beskrevs av Jean Baptiste Antoine Guillemin och Perr.. Ammannia gracilis ingår i släktet Ammannia och familjen fackelblomsväxter. Inga underarter finns listade i Catalogue of Life.

## Bildgalleri

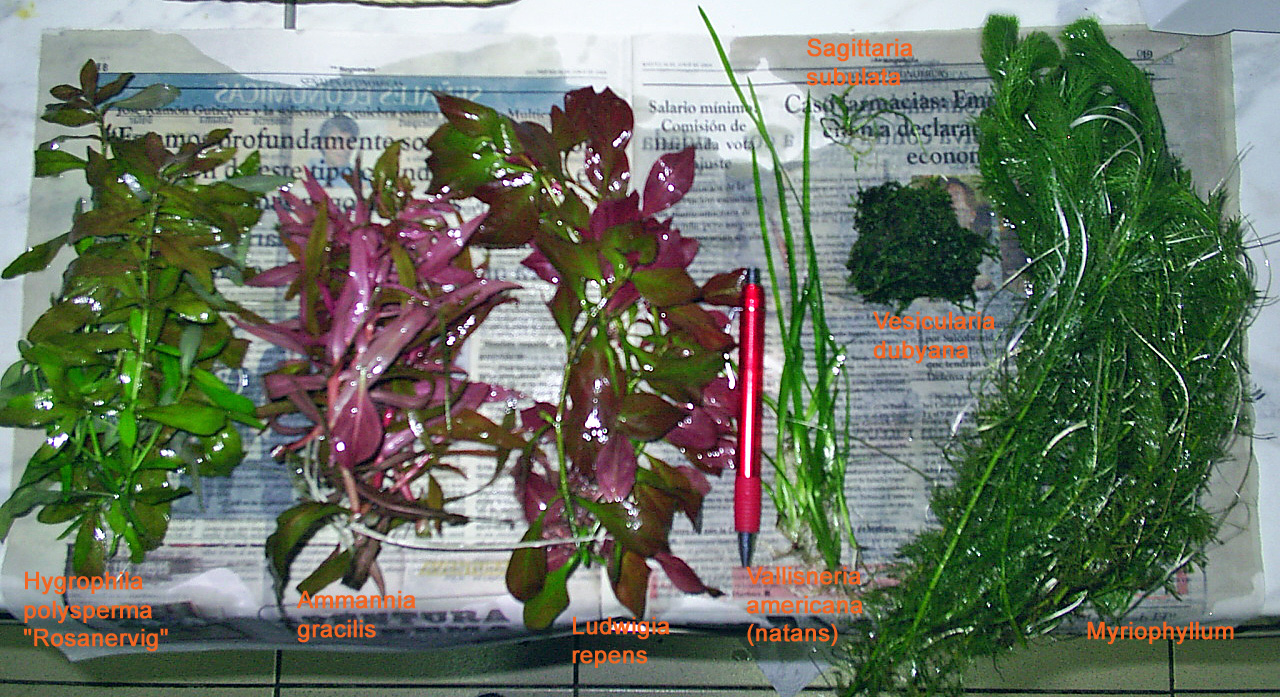
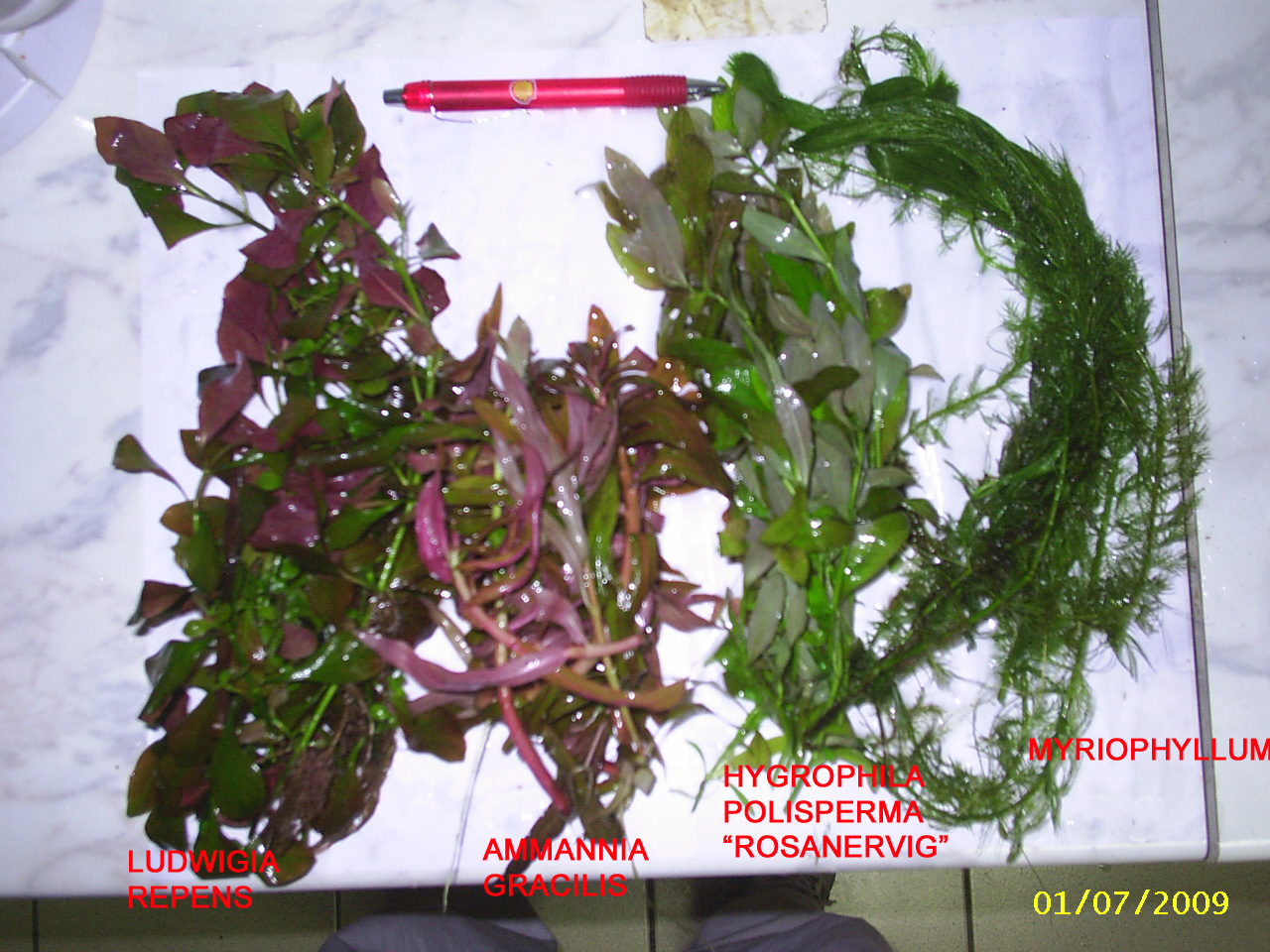